# 도카이고신 지방
도카이고신 지방(일본어: 東海甲信地方 도카이코신치호[*])은 도카이 지방과 고신 지방을 합친 말이다. 나가노현, 야마나시현, 기후현, 아이치현, 미에현, 시즈오카현을 포함한다.